# ادول (السياني)

تعديل مصدري - تعديل

ادول هي إحدى قرى عزلة العربيين بمديرية السياني التابعة لمحافظة إب، بلغ تعداد سكانها 449 نسمة حسب تعداد اليمن لعام 2004.